# Leonie Pankratz
Leonie Pankratz (Gießen, 1990. január 25. –) német korosztályos női válogatott labdarúgó, a HJK játékosa.

## Pályafutása
1996-ban került az VfB Gießen csapatához, majd tíz év múlva elhagyta. Ezután az 1. FFC Frankfurt ifjúsági együttesébe került, majd a tartalékok között is pályára léphetett. 2008. szeptember 7-én mutatkozott be a Bundesliga 2-ben a SV Dirmingen ellen. Ezt követően még több alkalommal is pályára lépett. A 2009–2010-es szezont a spanyol Levante UD csapatánál töltötte, amely a spanyol élvonalban szerepelt. 2010 nyarán aláírt a másodosztályú TSG 1899 Hoffenheim csapatához, a bajnokságot megnyerték. 2012. november 29-én aláírt a portugál Boavistához, kupagyőztesek lettek a szezonban. A döntőben a mérkőzés emberének választották. Ezután visszatért a Hoffenheimhez, majd 2016 májusában rövid időre kölcsönben az izlandi ÍBV Vestmannaeyja klubjában szerepelt. Május 11-én az ÍA Akranes ellen debütált, a mérkőzést 2–0-ra megnyerték. Kilenc bajnokin egy gólt szerzett, valamint három kupa mérkőzésen is pályán volt. 2020 nyarán a francia Montpellier csapata szerződtette. 2021 júliusában a finn HJK csapatába szerződött.
2006 és 2007 között hét alkalommal lépett pályára a német női U17-es labdarúgó-válogatottban.

## Sikerei, díjai
- Boavista Porto
  - Portugál kupa: 2012–13
- TSG 1899 Hoffenheim
  - Bundesliga 2: 2012–13